# Architettura ARM

Logo dell'architettura ARM

L'architettura ARM (precedentemente Advanced RISC Machine, prima ancora Acorn RISC Machine), in elettronica e informatica, indica una famiglia di microprocessori RISC a 32-bit e 64-bit sviluppata da ARM Holdings e utilizzata in una moltitudine di sistemi embedded. Grazie alle sue caratteristiche di basso consumo energetico, rapportato alle prestazioni, l'architettura ARM domina il settore dei dispositivi mobili dove il risparmio energetico delle batterie è fondamentale.
Nel 2007 la famiglia ARM copriva il 75% del mercato mondiale dei processori a 32 bit per applicazioni embedded, posizionandosi come una delle più diffuse architetture a 32 bit del mondo. I processori ARM vengono utilizzati in cellulari, tablet, lettori multimediali, console portatili, PDA e periferiche per computer (come router, hard disk di rete ecc). Importanti rami della famiglia ARM sono i processori XScale e i processori OMAP, prodotti da Texas Instruments.

## Storia

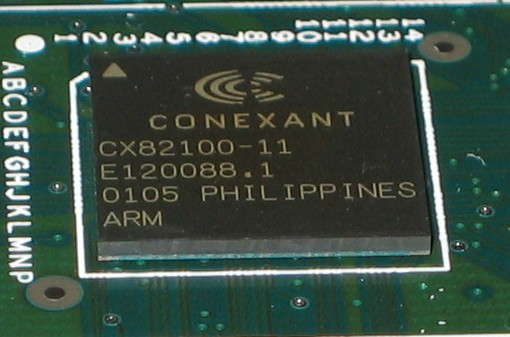
Un processore ARM Conexant utilizzato da molti router

Il progetto ARM iniziò nel 1983 nella sezione ricerca e sviluppo della Acorn Computers Ltd. Il team guidato da Sophie Wilson e Steve Furber puntava a una versione migliore del MOS Technology 6502. Acorn in quel periodo utilizzava il MOS 6502 per i suoi computer e i manager pensarono che utilizzare processori prodotti internamente avrebbe fornito notevoli vantaggi. Il team completò lo sviluppo del prototipo, chiamato ARM1, nel 1985 e il primo processore realmente prodotto, l'ARM2, fu realizzato l'anno successivo. L'ARM2 era un processore con bus dati a 32 bit, bus di indirizzi a 26 bit, in modo da poter indirizzare fino a 64 Megabyte, e registri a 16/32 bit. Uno dei registri serviva per definire l'allineamento del program counter dato che i primi 6 bit e gli ultimi 2 erano utilizzati come flag dal processore per specificarne lo stato. L'ARM2, coi suoi 30.000 transistors era probabilmente il più semplice processore a 32 bit, più semplice del Motorola 68000 che, pur avendo 68.000 transistor, forniva prestazioni paragonabili. Il processore doveva la sua semplicità alla mancanza di microcodice (nel 68000 il microcodice occupa un quarto dei transistors) e, come la maggior parte delle CPU dell'epoca, non aveva cache. Il successore ARM3 invece fu dotato di 4KB di cache per migliorare le prestazioni.
Alla fine degli anni ottanta Apple Computer iniziò a lavorare con Acorn per sviluppare una nuova versione del core ARM. Il progetto era talmente importante da spingere Acorn a spostare il team di sviluppo in una nuova compagnia chiamata Advanced RISC Machines Ltd.. Per questo spesso ARM è espanso come Advanced RISC Machine invece di Acorn RISC Machine. Advanced RISC Machines divenne ARM Ltd quando nel 1998 la società madre ARM Holdings si quotò al London Stock Exchange e al NASDAQ.
I lavori del team di sviluppo portarono alla realizzazione dell'ARM6. Il primo modello fu prodotto nel 1991 e Apple utilizzò il processore ARM 610 basato su core ARM6 per l'Apple Newton. Nel 1994 Acorn utilizzò ARM610 come processore centrale del suo computer RiscPC.
Il core era quasi immutato rispetto all'originale ARM2: mentre l'ARM2 aveva 30.000 transistor l'ARM6 ne aveva 35.000. L'idea della società era di permettere agli OEM di prendere il core ARM e combinarlo con vari componenti opzionali per ottenere una CPU completa economica e a basso consumo, dato che era ottimizzata per i singoli compiti. Gli OEM poi avrebbero fatto produrre il processore ai produttori di semiconduttori che lavorano su commissione.
L'implementazione di maggior successo è sicuramente l'ARM7TDMI, utilizzato in console portatili, telefoni cellulari e periferiche varie, e prodotto in centinaia di milioni di esemplari.
La DEC licenziò l'architettura ARM, producendo molta confusione nel mercato dato che la stessa DEC disponeva di una propria linea di processori i DEC Alpha, e produsse lo StrongARM. A 233 MHz il processore consuma solo 1 Watt e le versioni successive consumano anche meno. Intel, nel corso di una transazione con DEC per una causa legale, acquisì la linea StrongARM e la utilizzò in congiunzione con il suo processore i960 per realizzare la linea XScale, in seguito venduta durante una ristrutturazione aziendale.
L'architettura comunemente supportata da Windows Mobile e Android (sistemi operativi installati su PDA, smartphone, Tablet computer e altri dispositivi portatili) è l'ARM6. I processori XScale e l'ARM926 sono basati su ARMv5TE mentre gli StrongARM, gli ARM925T e gli ARM7TDMI sono basati su ARM4.